# Nara Gil
Nara de Aguiar Gil Moreira (Salvador, 22 de fevereiro de 1966) é uma atriz e cantora brasileira. É a filha mais velha de Gilberto Gil e de sua primeira esposa, a bancária e professora universitária Belina de Aguiar.
Como atriz ficou conhecida por interpretar o DJ Black Boy no seriado Armação Ilimitada, da Rede Globo. Como cantora, ela participou de vários discos e shows com seu pai Gilberto Gil.

## Trabalhos na televisão
- 1994 - A Madona de Cedro
- 1985 - Armação Ilimitada - DJ Black Boy

## No cinema
- 1981 - Corações a Mil